# Эрбитсайм
Эрбитсайм (фр. Herbitzheim) — коммуна на северо-востоке Франции в регионе Гранд-Эст (бывший Эльзас — Шампань — Арденны — Лотарингия), департамент Нижний Рейн, округ Саверн, кантон Ингвиллер. До марта 2015 года коммуна административно входила в состав упразднённого кантона Сар-Юньон (округ Саверн).
Площадь коммуны — 21,73 км², население — 1914 человек (2006) с тенденцией к стабилизации: 1873 человека (2013), плотность населения — 86,2 чел/км².

## Население
Население коммуны в 2011 году составляло 1898 человек, в 2012 году — 1886 человек, а в 2013-м — 1873 человека.
| 1962 | 1968 | 1975 | 1982 | 1990 | 1999 | 2006 | 2008 | 2011 | 2012 | 2013 |
| ---- | ---- | ---- | ---- | ---- | ---- | ---- | ---- | ---- | ---- | ---- |
| 1739 | 1850 | 1814 | 1834 | 1894 | 1832 | 1914 | 1913 | 1898 | 1886 | 1873 |

Динамика населения:

## Экономика
В 2010 году из 1245 человек трудоспособного возраста (от 15 до 64 лет) 892 были экономически активными, 353 — неактивными (показатель активности 71,6 %, в 1999 году — 65,9 %). Из 892 активных трудоспособных жителей работали 798 человек (440 мужчин и 358 женщин), 94 числились безработными (45 мужчин и 49 женщин). Среди 353 трудоспособных неактивных граждан 89 были учениками либо студентами, 134 — пенсионерами, а ещё 130 — были неактивны в силу других причин.